# 橘道時
橘 道時（たちばな の みちとき、生没年不詳）は、平安時代中期の貴族。下総守・橘仲任の子。官位は正五位下・備中守

## 概要
藤原道長の家司で、弟の橘道貞と共に「道」の字を与えられたという。永祚元年（989年）菅原忠貞が辞退した甲斐守に替わりに任ぜられ、のち備中守を務めるなど、一条朝で受領を歴任した。

## 官歴
- 永祚元年（989年） 12月26日：甲斐守（忠貞辞退替、蔵人労）[1]
- 時期不詳：正五位下[2]
- 寛弘5年（1008年） 9月15日：故人（備中守）[3]

## 系譜
注記のないものは『尊卑分脈』による。
- 父：橘仲任
- 母：不詳
- 生母不詳の子女
  - 男子：橘惟弘
  - 女子：大左衛門のおもと - 藤原彰子女房、敦成親王乳母[4]